# Mare Frigoris
Mare Frigoris (Mar del Frío) es un mar lunar localizado justo al norte del Mare Imbrium, y se extiende hacia el este, hasta estar al norte del Mare Serenitatis. El mar está en el exterior de la cuenca del Oceanus Procellarum. El material que rodea al cráter es del período Ímbrico Inferior, mientras que la zona este del mar es del Ímbrico Superior
Hacia el sur se encuentra el gran cráter Platón (la zona circular oscura el la parte inferior de la imagen).

## En la cultura popular
Esta área de la Luna fue mostrada prominentemente en "Behemoth", el segundo capítulo de la miniserie de 1973 de la BBC Moonbase 3.